# Zinowiewia micrantha
Zinowiewia micrantha là một loài thực vật thuộc họ Celastraceae. Đây là loài đặc hữu của Panama.